# Visteon
Visteon est un équipementier automobile américain, spécialisé dans la conception et la fabrication de systèmes de climatisation, d'éclairage et de composants électroniques pour automobiles.

## Historique
Visteon est né d'une scission de Ford en 1990.
À la suite de la crise financière de 2008, la société se trouve en situation de faillite et se place sous le Chapitre 11 du droit américain de mai 2009 à octobre 2010. Les activités sont alors rationalisées, les effectifs passent de 43 000 en 2006 à 23 000 en 2011 et le chiffre d'affaires de 11,4 milliards de dollars à 8,05 dans le même temps. Son concurrent américain Johnson Controls avait fait une offre de reprise en mai 2010 qui a été refusée par le conseil d'administration de Visteon,.
En décembre 2014, Visteon vend sa participation de 70 % dans Halla Visteon Climate Control, sa filiale coréenne spécialisée dans la climatisation automobile, au fond Hahn & Co, et à Hankook, pour 3,6 milliards de dollars.
En 2014, Visteon cède son activité intérieur à Reydel Automotive.

## Principaux concurrents
La société américaine Johnson Controls et la française Faurecia sont les principales concurrentes du groupe Visteon. Ainsi que, de manière non exhaustive, Delphi aux États-Unis, Bosch en Allemagne, Denso au Japon et Valeo en France.
update :  (JCAE : Johnson Controls Automotive Electronics a été racheté par Vistéon en 2014 pour 265 millions de dollars) 

## Implantations
Le siège social du groupe se trouve à Van Buren Township, Michigan. L'entreprise est implantée dans 27 pays.

Les sites européens de production sont :
- Palmela (Portugal)
- Vladimir (Russie)
- Námestovo (Slovaquie)
- Bir El Bey (Tunisie) : ce site dépend de la division européenne du groupe

Le site de La Ferté-Bernard (France) a été acheté par AIAC pour créer la société BeLink Solutions en 2018[réf. nécessaire].